# Führungsunterstützungsschule (Bundesheer)

Verbandsabzeichen der FMTS

Die Führungsunterstützungsschule (FüUS) gehört zu den Cyber-Kräften des Österreichischen Bundesheeres und ist damit der Direktion 6 - IKT & Cyber des Generalstabs zugeordnet. Sie bildet die zentrale Ausbildungsstätte für die Soldatinnen, Soldaten und Zivilbediensteten aller Ebenen des Österreichischen Bundesheeres im Fachbereich Führungsunterstützung (FüU). Sie befindet sich in der Starhemberg-Kaserne in Wien.

## Geschichte

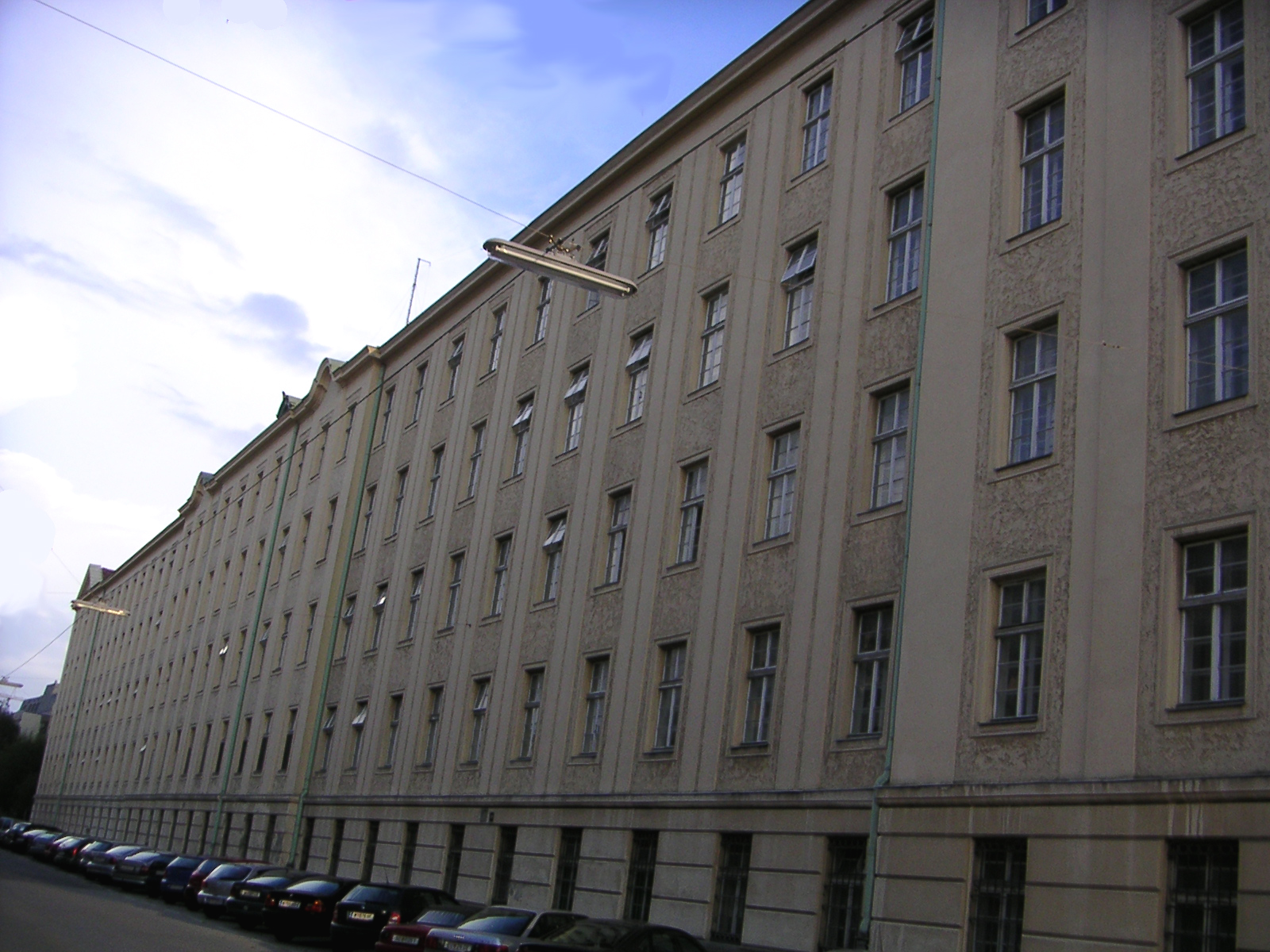
Starhemberg-Kaserne

Am 1. November 1957 erfolgte die Aufstellung der Telegraphen-Truppenschule (TelTS) in der Franz-Ferdinand-Kaserne in Wien und wurde unmittelbar dem Bundesministerium für Landesverteidigung unterstellt. Das Kaderpersonal bestand aus fünf Offizieren, drei Unteroffizieren und drei Chargen unter Leitung von Major Otto Klein. Als Lehrer der Fernmeldetechnikausbildung diente Hofrat Julius Zandra. Die Fernmeldegeräte stammten aus US-Beständen und waren bereits bei der B-Gendarmerie verwendet worden.
Am 3. November 1967 erfolgte die Umbenennung der Franz-Ferdinand-Kaserne in Starhemberg-Kaserne. 1970 schloss die Telegraphen-Truppenschule einen Partnerschaftsvertrag mit der Energieversorgung Niederösterreich. Dies war die erst dritte Partnerschaft mit einer zivilen Firma in der Geschichte des Bundesheeres.
Am 1. August 1978 wurde die Telegraphen-Truppenschule in Fernmeldetruppenschule (FMTS) und mit 1. Jänner 2011 in Führungsunterstützungsschule (FüUS) umbenannt und in das Führungsunterstützungszentrum (FüUZ) bzw. in das Kommando Führungsunterstützung und Cyber Defence (KdoFüU&CD) eingegliedert.
Im Juni 2017 wurde mit den Wiener Netzen eine neue Partnerschaft begründet.
Seit 1. April 2019 war die FüUS Teil des Kommandos Streitkräftebasis.
Im Zuge der Überleitung des BMLV in eine neue Struktur im Jahr 2022 wurde die FüUS der Direktion IKT & Cyber im Generalstab zugeordnet.

## Aufgaben
- Ausbildung und Weiterbildung aller Offiziere, Unteroffiziere und Zivilbedienstete des Bundesheeres im Fachbereich FüU mit allen Systemen und Geräten
- Erstellung und Herausgabe der für die Lehre erforderlichen Grundlagen
- Mitwirkung bei der Erstellung der facheinschlägigen Vorschriften für das Bundesheer
- Mitwirkung bei der Erprobung neuer Systeme und Geräte im Bereich Informations- und Kommunikationstechnologie und Elektronische Kampfführung

## Gliederung
- Kommando
- Grundlagenabteilung

Die Grundlagenabteilung erstellt aktuelle, fundierte und zeitgemäße Unterlagen und bereitet diese für die Ausbildung und Praxis auf. Darüber hinaus ist sie für die Erprobung von neuem Gerät zuständig.
- Institut Cyber & Elektronische Kampfführung

Die Hauptaufgaben des Instituts sind neben der Kaderaus-, Fort- und Weiterbildung im Bereich Cyber und Elektronischer Kampfführung, auch die Durchführung der taktischen und gefechtstechnischen Ausbildung aller Cyber-Kräfte. Zusätzlich stehen die Kernleistungsbereiche IKT-Sicherheit, Informationsmanagement und IT-Services im Fokus des Instituts.
- Institut FM & IKT

Diesem Institut obliegt die Kaderaus-, -fort und -weiterbildung im Bereich Informationsübertragung, die Ausbildung betreffend Netzwerke, deren Überwachung, und die Ausbildung von qualifiziertem Betriebspersonal der Führungsunterstützung. Weiters ist es für die Kommandantenausbildung auf allen Führungsunterstützungssystemen in der Gefechtsstandorganisation zuständig.
- Lehrelement Führungsunterstützungseinsatz & Lehrgangsmanagement

Neben der Ausbildung der Rekruten dient das Lehrelement vor allem der Ausbildungsunterstützung für die beiden Institute Cyber & Elektronische Kampfführung sowie FM&IKT. Dazu verfügt es neben einem IKT- und Ausbildungszug noch über einen Elektronischen Kampfführungszug und ein zentrales Cyberschulungszentrum.
- Elektronische Kampfführung zur Drohnenabwehr

Die elektronische Drohnenabwehr an der Schule erweitert das Fähigkeitenprofil des Bundesheeres. Durch elektronische Unterstützungs- und Gegenmaßnahmen können Micro- sowie Minidrohnen geortet, erkannt und bekämpft werden. Schon mehrfach hat sich das Element bei Einsätzen bewährt.

## Kommandanten
| TelTS                    | von – bis               |
| ------------------------ | ----------------------- |
| Brigadier Otto Klein     | 01.11.1957 – 31.03.1966 |
| Oberst Rudolf Mayer      | 01.04.1966 – 30.04.1972 |
| Oberst Rudolf Bican      | 01.05.1972 – 30.09.1973 |
| Oberst Alfred Haberzettl | 01.10.1973 – 31.03.1976 |
| Oberst Erich Klein       | 01.07.1976 – 31.07.1978 |

| FMTS                        | von – bis               |
| --------------------------- | ----------------------- |
| Oberst Erich Klein          | 01.08.1978 – 30.09.1982 |
| Oberst Rudolf Zemek         | 01.12.1982 – 31.10.1994 |
| Oberst Walter Gaunerstorfer | 01.12.1994 – 30.11.2002 |
| Brigadier Reiner Kubiska    | 01.12.2002 – 31.12.2010 |

| FüUS                     | von – bis               |
| ------------------------ | ----------------------- |
| Brigadier Reiner Kubiska | 01.01.2011 – 30.04.2012 |
| Oberst Christian Wally   | 01.05.2012 – 30.06.2021 |
| Oberst Michael Hoffmann  | 01.07.2021 – 31.10.2022 |
| OberstdG Franz Sitzwohl  | 01.11.2022 – heute      |

## Führungsunterstützungsgeräte (Systeme)
- Tactical Communication Network (TCN)

Digitales verlegbares Kommunikationssystem, das die Integrierte Fernmeldeinfrastruktur IFMIN ablöst. Am 18. März 2024 wurde das System TCN an die FüUS übergeben. Damit kann die Ausbildung für das Personal der Führungsunterstützung an dem neuen System durchgeführt werden.
- Verlegbares Vermittlungssystem IFMIN

Digitales Kommunikationsnetzwerk zur automatischen Vermittlung und Übertragung verschiedener Fernmeldedienste (z. B. Telefon, Fax, Fernschreiber und Daten). Ortsfeste und mobile Elemente bilden ein Netz, das je nach militärischem Bedarf und Lage angepasst werden kann.
- Handfunkgerät TFF-41-0

Funkgerät mit digitaler Verschlüsselung
- Kurzwellensystem PRC 2200

Für die Kommunikation der Bataillone am Gefechtsfeld mit ihren vorgesetzten Kommanden. Das System eignet sich für kurze, mittlere und auch für weite Entfernungen.
- Funkgerätesatz BFF-32-0

Kurzwellenfunkgerät für die Kommunikation der im Ausland eingesetzten Soldaten mit ihrem vorgesetzten Kommando in der Heimat. Das System eignet sich für kurze, mittlere und weite Entfernungen.
- Verlegbares Richtfunksystem TRC-4000

Richtfunkverbindungen binden verschiedene Kommandoebenen durch verlegbare Vermittlungssysteme in das verlegbare Fernmeldesystem des Bundesheeres ein.
- VHF-Truppenfunksystem CONRAD

Das VHF-Truppenfunksystem kommt in allen Einheiten und Bereichen des Österreichischen Bundesheeres, in verschiedenen Ausführungen, zum Einsatz. Als Basisgerät wird grundsätzlich der Sender/Empfänger RT-9101A verwendet. Ergänzend wird vor allem auf Gruppenebene noch ein Handfunkgerät eingesetzt.
- Radio Access Point (RAP)

Der RAP ist eine Schnittstelle zwischen drahtgebundenen und drahtungebundenen Informationsübertragungsnetzen.
- Störsimulationssystem SGS-2000

Im Zuge von Übungen können mit dem SGS-2000 unterschiedliche Szenarien der EloKa-Bedrohung dargestellt und geübt werden.

## Sonstiges
- Die Führungsunterstützungsschule verfügte schon als Fernmeldetruppenschule über eine eigene Truppenzeitung "FMTS forum" (jetzt FüUS Forum).
- Die Führungsunterstützungsschule unterhält die Fernmeldesammlung des Heeresgeschichtlichen Museums (HGM) und ist somit Bewahrer der Tradition der Fernmeldetruppe[3]. Seit 1998 existiert dieses Fernmeldemuseum mit Exponaten, Fotos, Vorschriften und Dokumentationen aus der Zeit des Ersten Weltkrieges bis heute.
- Jährlich besuchen über 1000 Kursteilnehmer die Schule, wo sie in ca. 65 Lehrveranstaltungen ausgebildet werden.